# Trans muž

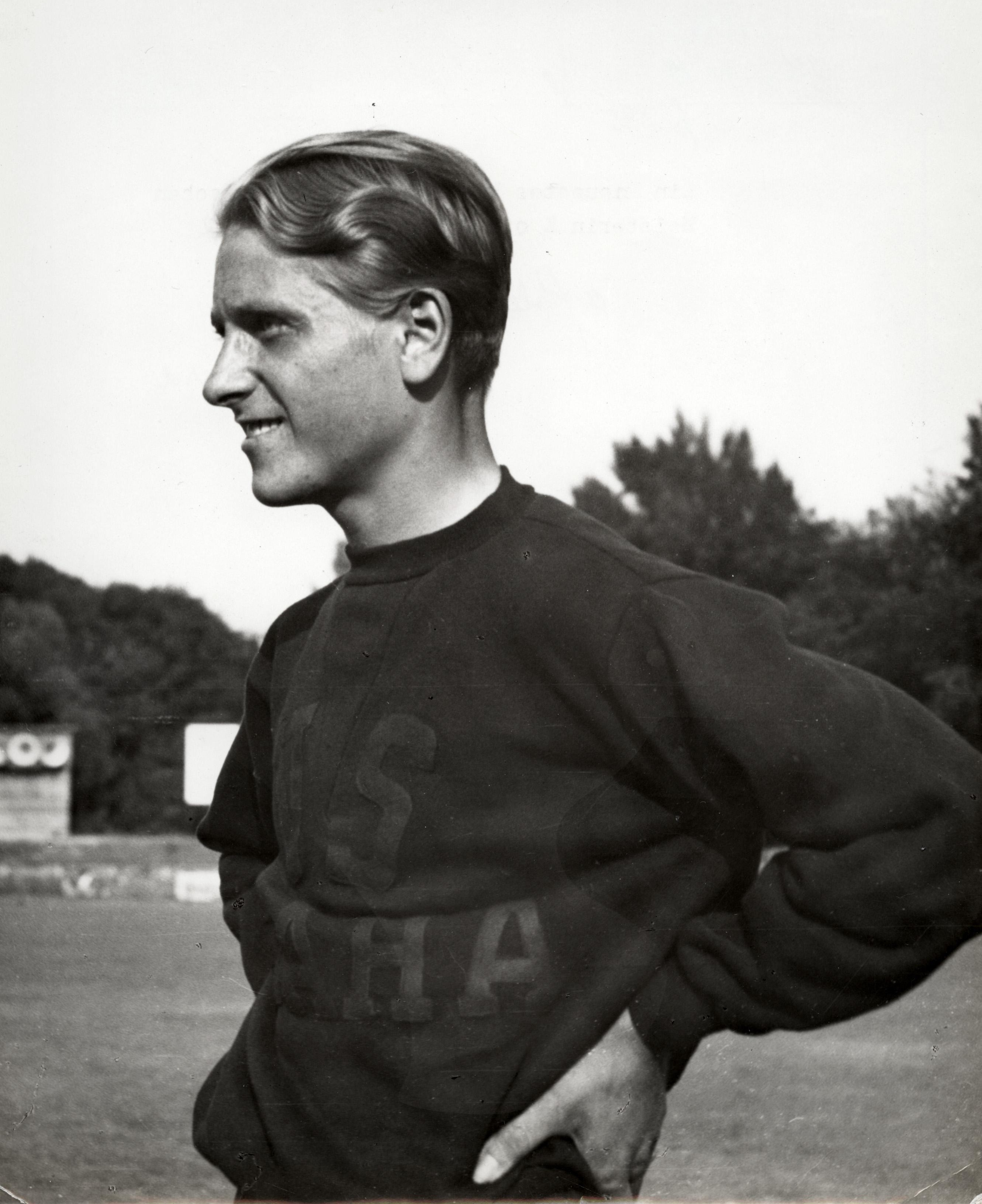
Zdeněk Koubek, čs. atlet a trans muž (1936)

Trans muž (FtM, zkratka z anglického Female to Male, nebo česky chybně transmuž) je člověk, který byl při narození označen za ženu (protože se narodil s ženskými pohlavními orgány), ale který sám sebe identifikuje jako muže.
Trans muži, stejně jako trans ženy, mohou pociťovat genderovou dysforii (genderový nesoulad) a toužit proto po tranzici. Tento proces může mít formu úřední (změna občanského průkazu), sociální (změna používaného jména, oblečení, účesu či zájmen, aby více odpovídaly genderovým rolím) nebo lékařskou (hormonální terapie, hysterektomie, mastektomie, faloplastika, metoidioplastika). Při tomto procesu se také často využívají mnohé nástroje a pomůcky pro usnadnění procesu a omezení genderové dysforie (packery, bindery, maskulinní make-up).
Genderová identita není spjata se sexuální orientací a transgender muži tak mohou být homo-, hetero-, bi- nebo asexuální.
Trans muži na rozdíl od cis mužů zažívají diskriminaci kvůli své trans identitě. Na rozdíl od trans žen ale tento fenomén nemá standardizované označení (transmisogynie u trans žen).